# San Marcos (Santa Bárbara)
San Marcos (en honor a su santo patrón Marcos el Evangelista) es un municipio del departamento de Santa Bárbara en la República de Honduras.

## Límites
San Marcos está ubicado a 45 minutos de la ciudad de San Pedro Sula, en el km 56 sobre la carretera de occidente.
| Orientación | Límite                                |
| ----------- | ------------------------------------- |
| Norte       | Municipio de Quimistán, Santa Bárbara |
| Sur         | Municipio de Trinidad, Santa Bárbara  |
| Sur         | Municipio de San Luis, Santa Bárbara  |
| Este        | Municipio de Petoa, Santa Bárbara     |
| Oeste       | Municipio de Macuelizo, Santa Bárbara |

## Historia
En 1791, en el primer recuento de población de 1791 formaba parte del Curato de Petoa.
En 1896, en la División Política Territorial de 1896 era ya un Municipio del Distrito de Quimistán.

## Población
En el segundo recuento de población hay una proyección de población que es de 15,859 actualmente.

## Turismo

### Festival de juegos tradicionales
En fecha 31 de abril del año 2006 se realizó el VII Festival de Juegos Tradicionales en la localidad de San Marcos, Santa Bárbara. En esta edición el objetivo fue darle un homenaje especial a la joven Gaby Flores por su destacada participación internacional, la recordamos en Código F.A.M.A. y asimismo a la periodista Neida Sandoval por su trayectoria en la televisión hispana en los Estados Unidos de América. En el año 2009, Jorge Alejandro Flores, hermano menor de Gaby Flores, compone el tema oficial para los juegos tradicionales.
El principal objetivo de la creación del festival es rescatar los juegos y recordar a los padres que estas actividades son recreativas y permiten compartir más con sus hijos y los sentimientos compartidos a través de los tiempos.
Este festival es una tradición de San Marcos ya que cada año se hace la celebración y vienen personas de otros países a compartir un fin de semana en este maravilloso municipio. Con sus maravillosos juegos echos de madera, Toda la logística es producida del mismo pueblo, ya que hay muchas personas con arte en las manos que hacen sus esplendorosos juegos.

## División Política
Aldeas: 20 (2013)
Caseríos:
| Código | Aldea                       |
| ------ | --------------------------- |
| 162101 | San Marcos                  |
| 162102 | Agua Tapada                 |
| 162103 | Bella Vista                 |
| 162104 | Campo Alegre                |
| 162105 | Corralito                   |
| 162106 | Chumbagua                   |
| 162107 | El Chorro                   |
| 162108 | El Llano de Los Panales     |
| 162109 | El Robledal                 |
| 162110 | La Presa                    |
| 162111 | La Puerta                   |
| 162112 | Las Minitas                 |
| 162113 | Piletas                     |
| 162114 | Plan de Lola                |
| 162115 | Potrerillos                 |
| 162116 | Regadío                     |
| 162117 | San Francisco de los Valles |
| 162118 | Sitio Viejo                 |
| 162119 | Zapote N.º 1                |
| 162120 | Zapote N.º 2                |